# Luftlandeaufklärer (Bundeswehr)
Luftlandeaufklärer sind die luftlandefähigen Aufklärungskräfte des deutschen Heeres. Sie gehören der Truppengattung Heeresaufklärungstruppe an.
Die Angehörigen der Kompanien tragen seit der Unterstellung unter die ehem. Luftlandebrigaden 26 und 31 das bordeauxrote Barett der Fallschirmjäger. Vorläufer der Luftlandeaufklärungskompanien waren die für den Einsatz den Luftlandebrigaden und im Frieden einem Panzeraufklärungsbataillon unterstellten Luftlandebrigadespähzüge sowie die den Korps unterstellten selbständigen Fernspähkompanien. Am 1. März 2000 erfolgte die Aufstellung der Luftlandeaufklärungskompanie 310 (Llaufklkp310) in Lüneburg. Die Luftlandeaufklärungskompanie 260 folgte 2004 in Ebern und zog 2006 mit dem Unterstellungswechsel nach Zweibrücken um. 

## Geschichte

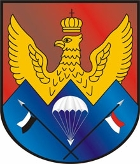
Internes Verbandsabzeichen LLAufklKp 260

Internes Verbandsabzeichen LLAufklKp 310

Der Bedarf an luftlandefähigen Aufklärungselementen für die Luftlandebrigaden bestand schon länger. In einem ersten Schritt wurden 1993 den beiden im Heer verbliebenen Luftlandebrigaden 26 und 31 der 1. Luftlandedivision so genannte Luftlandebrigadespähzüge unterstellt. Aus dem LLBrigSpZg 31 ging 2000 schließlich die erste Luftlandeaufklärungskompanie, die LLAufklKp 310, in Lüneburg (Niedersachsen) hervor. Sie war der aus dem Kommando Luftbewegliche Kräfte/4. Division hervorgegangenen Division Spezielle Operationen direkt unterstellt.
Schnell merkte man, dass dies keine Lösung war, da die Brigaden eigene Kräfte benötigten und eine Kompanie nicht ausreichen würde. Aus diesem Grund entstand wenige Jahre nach der Indienststellung der LLAufklKp 310, unterstellt dem in Lüneburg stationierten Panzeraufklärungsbataillon 3, die LLAufklKp 260 in Freyung, unterstellt dem in Freyung stationierten Gebirgspanzeraufklärungsbataillon 8.
Mit Beginn der neuen Heeresstruktur Neues Heer und der Transformation der Bundeswehr wurden die Kompanien jeweils den Luftlandebrigaden 26 und 31 unterstellt.
Standort der LLAufklKp 310 ist seit Januar 2007 Seedorf (Niedersachsen), der der
LLAufklKp 260 zunächst Zweibrücken (Rheinland-Pfalz) und seit 2015 Lebach (Saarland). Beide sind seit April 2015 der Luftlandebrigade 1 unterstellt.

## Auftrag
Die Luftlandeaufklärer sollen ein Lagebild des Gefechtsfeldes durch Spähen mit Beobachten aus Verstecken oder gedeckten Stellungen unter Vermeidung von Kampfhandlungen liefern. Räume, offenen Flanken und Verbindungslinien sollen durch Patrouillen und stehende Beobachtungsposten überwacht werden.
Unterstützt wird das klassische Spähen durch technische Ausstattung wie Radarsysteme, Drohnen und Bodensensorausstattungen.
Die Späher der Luftlandeaufklärer können sowohl per automatischem Fallschirmsprung, als auch in Teilen im Freifall sowie durch Luftanlandung mit Hubschrauber abgesetzt werden. Die Aufträge werden zu Fuß, selten aber auch motorisiert durchgeführt.
Die Ausbildung findet sowohl am Ausbildungszentrum Spezielle Operationen als auch am Ausbildungszentrum Heeresaufklärungstruppe statt.

## Organisation
Eine Luftlandeaufklärungskompanie gliedert sich wie folgt:
- Kompanieführungsgruppe
- Fernmeldegruppe
- Sanitätsgruppe (aufgelöst 2014)
- Versorgungsgruppe
- Technische Gruppe
- zwei Luftlandespähzüge
  - drei Luftlandespähtrupps
- zwei Fernspähzüge
  - je drei Fernspähtrupps[2]
- technischer Aufklärungszug
  - Zugtrupp
  - drei Radartrupps
  - drei Bodensensortrupps
- Drohnenaufklärungszug
- Feldnachrichtenzug

Die LLAufklKp 260 und die LLAufklKp 310 sind mit dem Drohnenaufklärungssystem Luna ausgestattet.

## Rekrutierung und Ausbildung
Überwiegend werden in beiden Kompanien aufgrund der langen und intensiven Ausbildung nur Soldaten auf Zeit eingeplant.

## Ausrüstung
Neben den üblichen Handfeuerwaffen der Bundeswehr ist der Wiesel der Kern der mechanisierten Luftlandeaufklärung. Der Wiesel 1 bietet als Spähfahrzeug drei Soldaten Platz. Eine Version des Wiesel 2 mit einem Gefechtsfeldradarsystem wird zurzeit erprobt. Der Waffenträger lässt sich durch seine geringe Größe in einem mittleren Transporthubschrauber CH-53 des Hubschraubergeschwaders 64 der Luftwaffe transportieren. Die Feldausrüstung entspricht der der vormaligen Fernspähtruppe. (siehe dort)